# Kłudno (gmina Klwów)
Kłudno – wieś w Polsce położona w województwie mazowieckim, w powiecie przysuskim, w gminie Klwów. Ma status sołectwa.
Prywatna wieś szlachecka Kłodno, położona była w drugiej połowie XVI wieku w powiecie radomskim województwa sandomierskiego. W latach 1975–1998 miejscowość należała administracyjnie do województwa radomskiego.
Wierni kKościoła rzymskokatolickiego należą do parafii św. Macieja Apostoła w Klwowie.